# یانی کوواچیچ
یانی کوواچیچ (اسلوونیایی: Jani Kovačič؛ زادهٔ ۱۴ ژوئن ۱۹۹۲) بازیکن والیبال اهل اسلوونی است.
از باشگاه‌هایی که در آن بازی کرده‌است می‌توان به باشگاه والیبال آ. اس. کن اشاره کرد.